# Оренбургский газоперерабатывающий завод
Оренбургский газоперерабатывающий завод — крупнейший в мире газохимический комплекс. Был построен в сотрудничестве с компанией Technip (Франция). Введён в строй в 1974 году. В составе завода имеется 9 установок  по выпуску товарного газа, семь установок по выпуску газовой серы, три установки по стабилизации конденсата. Технологически связан с Гелиевым заводом[уточнить].
Расположен в посёлке Холодные Ключи, пригороде Оренбурга.
В 2002 году на заводе работало 3080 человек.

## Продукция
- газовый конденсат стабильный
- газ природный (природная смесь газов метанового ряда)
- сера элементарная обработанная
- сера чистая, диоксид серы, олеат серы
- бутан, пропан, СПБТ (смесь пропана и бутана техническая), ПБА (пропан-бутан автомобильный)
- газы промышленные смешанные по спецификации заказчика
- газы сжатые и сжиженные
- одорант

## Интересные факты
- С 1973 по 1978 год директором завода был Виктор Черномырдин, впоследствии председатель Правительства Российской Федерации (с 1992 по 1998 год)[4].

- В сквере памяти Виктора Черномырдина, открытом 6 июля 2018 года возле памятника В. С. Черномырдину напротив здания заводоуправления Оренбургского газоперерабатывающего завода, размещены таблички со знаменитыми крылатыми фразами В. С. Черномырдина[5].